# Piz Zupó
Piz Zupò to szczyt w Masywie Berniny na granicy Szwajcarii i Włoch. Po Piz Bernina jest drugim co do wysokości szczytem Masywu Berniny. 
Pierwszego wejścia dokonali: Enderlin, Serardi i Badrutt 9 lipca 1863 r. 